# Tvář
Tvář (bucca) nebo též líce, na Moravě škraň, je část obličeje, která ohraničuje ústní dutinu v rozsahu mezi jařmovým obloukem a okrajem dolní čelisti. Vzadu končí tvář u předního okraje žvýkacího svalu musculus masseter.
Často se také používá v rozšířeném významu jako synonymum pro obličej (lat. facies).